# Ranko Despotović
Ranko Despotović (en serbe en écriture cyrillique : Ранко Деспотовић), né le 21 janvier 1983 à Loznica en Yougoslavie (auj. en Serbie), est un footballeur international serbe qui évolue au poste d'attaquant.

## Carrière
- 2001-2004 : FK Loznica  Serbie-et-Monténégro
- 2004-2006 : FK Mačva Šabac  Serbie-et-Monténégro
- 2006-2008 : FK Vojvodina Novi Sad  Serbie
- 2008 : FC Rapid Bucarest  Roumanie
- 2008-2010 : Real Murcie  Espagne
- 2009-2010 : UD Salamanca  Espagne (prêt)
- 2010-2011 : Girona FC  Espagne
- 2011- : Urawa Red Diamonds  Japon

## Palmarès
- FK Vojvodina Novi Sad
  - Finaliste de la Coupe de Serbie en 2007.